# Ален Прост
Ален Марі́я Паска́ль Прост (фр. Alain Marie Pascal Prost;  (*24 лютого 1955 Сен-Шамон (Saint-Chamond), Франція) — французький автогонщик, чотириразовий чемпіон світу з автогонок у класі Формула-1. Вважається одним з найкращих пілотів Формули-1 за всю її історію. За свій зважений підхід до змагань отримав прізвисько «Професор».
Також відомий як шеф команди Формули-1, Prost Grand Prix, яка брала участь у чемпіонаті протягом 1997—2001 рр.

## Молоді роки
Ален Марія Паскаль Прост народився 24 лютого 1955 року в місті Сен-Шамоні (департамент Луара) в сім'ї торговця меблями. Змалку Прост захоплювався грою у футбол. Можливо він став би непоганим футболістом або спортивним інструктором, але у віці 14 років під час сімейних канікул на півдні Франції Ален вперше сів за кермо карту. Саме цей момент у житті Проста став визначальним, що надовго пов'язав його з автоспортом.

## Цікаві факти
- Всесвітньо відому форму свого носа Прост отримав у молоді роки, коли він захоплювався грою у футбол.
- Ален Прост — наполовину вірменин (по материній лінії, її дошлюбне прізвище — Каратчян).[6]
- Тільки Міхаель Шумахер, Хуан Мануель Фанхіо та Льюїс Гамільтон виграли більше чемпіонських титулів ніж Ален Прост.
- З 1987 по 2001 р. Ален Прост володів рекордом найбільшої кількості перемог на Гран-прі (51). Тільки після Гран-прі Бельгії 2001 року Міхаель Шумахер зміг перевищити це досягнення.
- 14 березня 2010 року на Гран-прі Бахрейну Ален Прост буде одним із стюардів, що судитимуть гонку.[7]

## Повна таблиця результатів
Жирним шрифтом позначені етапи, на яких гонщик стартував з поулу.
Курсивом позначені етапи, на яких гонщик мав найшвидше коло.
| Рік  | Команда  | 1              | 2        | 3        | 4        | 5        | 6        | 7        | 8        | 9        | 10       | 11       | 12       | 13       | 14       | 15       | 16       | Місце в чемпіонаті | Очки в чемпіонаті |
| ---- | -------- | -------------- | -------- | -------- | -------- | -------- | -------- | -------- | -------- | -------- | -------- | -------- | -------- | -------- | -------- | -------- | -------- | ------------------ | ----------------- |
| 1980 | Макларен | ARG 6          | BRA 5    | SAF НС   | USW      | BEL Схід | MON Схід | FRA Схід | GBR 6    | GER 11   | AUT 7    | DUT 6    | ITA 7    | CAN Схід | USA НС   |          |          | 16                 | 5                 |
| 1981 | Рено     | США-Захід Схід | БРА Схід | АРГ 3    | СМР Схід | БЕЛ Схід | МОН Схід | ІСП Схід | ФРА 1    | ВЕЛ Схід | НІМ 2    | АВТ Схід | НІД 1    | ІТА 1    | КАН Схід | ЛВГ 2    |          | 5                  | 43                |
| 1982 | Рено     | SAF 1          | BRA 1    | USW Схід | SMR Схід | BEL Схід | MON 7    | USE НК   | CAN Схід | DUT Схід | GBR 6    | FRA 2    | GER Схід | AUT 8    | SUI 2    | ITA Схід | LVG 4    | 4                  | 34                |
| 1983 | Рено     | BRA 7          | USW 11   | FRA 1    | SMR 2    | MON 3    | BEL 1    | USE 8    | CAN 5    | GBR 1    | GER 4    | AUT 1    | DUT Схід | ITA Схід | EUR 2    | SAF Схід |          | 2                  | 57                |
| 1984 | Макларен | BRA 1          | SAF 2    | BEL Схід | SMR 1    | FRA 7    | MON 1    | CAN 3    | USE 4    | USA Схід | GBR Схід | GER 1    | AUT Схід | DUT 1    | ITA Схід | EUR 1    | POR 1    | 2                  | 71.5              |
| 1985 | Макларен | BRA 1          | POR Схід | SMR ДСК  | MON 1    | CAN 3    | USA Схід | FRA 3    | GBR 1    | GER 2    | AUT 1    | DUT 2    | ITA 1    | BEL 3    | EUR 4    | SAF 3    | AUS Схід | 1                  | 73 (76)           |
| 1986 | Макларен | BRA Схід       | ESP 3    | SMR 1    | MON 1    | BEL 6    | CAN 2    | USA 3    | FRA 2    | GBR 3    | GER 6    | HUN Схід | AUT 1    | ITA ДСК  | POR 2    | MEX 2    | AUS 1    | 1                  | 72 (74)           |
| 1987 | Макларен | BRA 1          | SMR Схід | BEL 1    | MON 9    | USA 3    | FRA 3    | GBR Схід | GER 7    | HUN 3    | AUT 6    | ITA 15   | POR 1    | ESP 2    | MEX Схід | JPN 7    | AUS Схід | 4                  | 46                |
| 1988 | Макларен | BRA 1          | SMR 2    | MON 1    | MEX 1    | CAN 2    | USA 2    | FRA 1    | GBR Схід | GER 2    | HUN 2    | BEL 2    | ITA Схід | POR 1    | ESP 1    | JPN 2    | AUS 1    | 2                  | 87 (105)          |
| 1989 | Макларен | BRA 2          | SMR 2    | MON 2    | MEX 5    | USA 1    | CAN Схід | FRA 1    | GBR 1    | GER 2    | HUN 4    | BEL 2    | ITA 1    | POR 2    | ESP 3    | JPN Схід | AUS Схід | 1                  | 76 (81)           |
| 1990 | Феррарі  | USA Схід       | BRA 1    | SMR 4    | MON Схід | CAN 5    | MEX 1    | FRA 1    | GBR 1    | GER 4    | HUN Схід | BEL 2    | ITA 2    | POR 3    | ESP 1    | JPN Схід | AUS 3    | 2                  | 71 (73)           |
| 1991 | Феррарі  | USA 2          | BRA 4    | SMR Схід | MON 5    | CAN Схід | MEX Схід | FRA 2    | GBR 3    | GER Схід | HUN Схід | BEL Схід | ITA 3    | POR Схід | ESP 2    | JPN 4    | AUS      | 5                  | 34                |
| 1993 | Вільямс  | RSA 1          | BRA Схід | EUR 3    | SMR 1    | ESP 1    | MON 4    | CAN 1    | FRA 1    | GBR 1    | GER 1    | HUN 12   | BEL 3    | ITA 12   | POR 2    | JPN 2    | AUS 2    | 1                  | 99                |